# Културно-просветно-образователно дружество „Български младежки съюз Гора“
КПОД „Български младежки съюз Гора“ е младежка неправителствена организация на българите-горани в Косово, с председател Авния Бахтияри. Седалището на съюза е в град Призрен, за да работи сред горанците и жупците.

## История
Организацията се регистрира на 14 декември 2005 година като Културно-просветно-образователно дружество „Младежки съюз Гора“, на 27 март 2006 година се пререгистрира в сегашното си име, и внася някои промени в Устава за подчертаване на българския етнически произход.